# Homofilia
Homofilia (do grego antigo: homoû, 'juntos' + philíē, amizade, amor") é a tendência dos indivíduos de se associar e de vínculo com outros semelhantes, como no provérbio "os pássaros da mesma pena voam juntos." A presença de homofilia foi descoberta em uma vasta gama de rede em estudo: mais de 100 estudos têm observado homofilia de alguma forma ou de outra, e estabelecem que a semelhança está associado com a conexão. As categorias em que homofilia ocorre incluem idade, gênero, classe e função organizacional.
O oposto de homofilia é heterofilia ou mistura. Indivíduos em relacionamentos homofílicos compartilham características comuns (crenças, valores, educação, etc.) que tornam a comunicação e a formação de relacionamentos mais fáceis. A homofilia entre pares acasalados em animais tem sido amplamente estudada no campo da biologia evolutiva, onde é conhecida como acasalamento seletivo. A homofilia entre pares acasalados é comum em populações naturais de acasalamento animal.